# 메펄

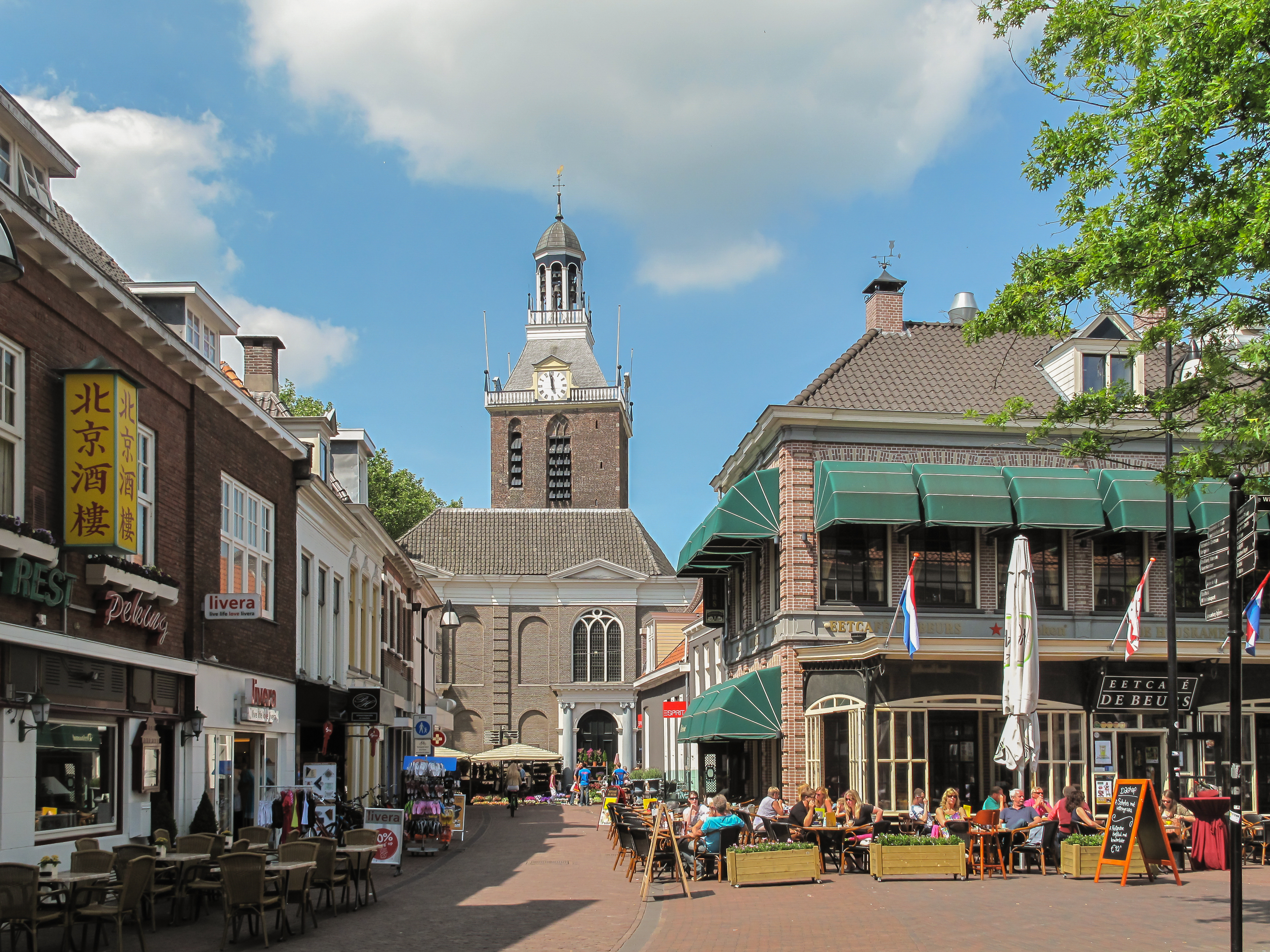
메펄

메펄의 위치

메펄(네덜란드어: Meppel)은 네덜란드 북동부 드렌터주의 도시로 면적은 57.03km2, 높이는 2m, 인구는 32,860명(2014년 5월 기준), 인구 밀도는 590명/km2이다. 16세기에 내륙부의 교통의 요충지로 개발되었으며 1644년 도시 지위를 부여받았다.

시기
시 문장